# Чокър
Чокърът (от англ. choker – удушвач) е вид колие, за което е характерно силното прилепване към шията.
Има много разновидности и различни материали за изработка, вкл. кадифе, пластмасови перли, мъниста, латекс, кожа, метал (напр. сребро, злато или платина) и т.н. Те могат да бъдат украсени по различни начини, включително с пайети, шипове или медальон.

## История

### Античност
Златни колиета, изработени от шумерски занаятчии, датирани 2500 г. пр.н.е., свидетелстват, че тези огърлици са били спътници на първите човешки цивилизации, вкл. Древен Египет и шумерите в Месопотамия.
.
През античността яката с медальон е знак за робство. Яката съдържа надпис, чия собственост е робът.
- Яка с медальон на германски роб, 4 век
- Девойка от Тайланд с метални пръстени
- Жена с колие от племето арапахо

### Ренесанс
Между XV и XVI век са на мода масивни златни колиета, украсени с перли и скъпоценни камъни. В Германия, благородните дами от XVI век носят няколко реда масивни златни накити на врата, събрани в края. Този начин е отразен в портретите на времето, особено в творбите на немския художник Лукас Кранах Стари (1472 – 1553). Според нормите на времето, художникът изобразява персонажи от библейски история в съвременното облекло на първата половина на XVI век.
- Портрет на жена, 1526
- Юдит с главата на Олоферн, 1530
- Портрет на дама, ок. 1530
- Даяна от Франция, херцогиня на Ангулем, 16 век

### Рококо
С началото на Просвещението се появява модата на роклите с дълбоко деколте и високите прически. За по-хармонична комбинация се използва чокър. През ХVIII век се налага чокър от черно кадифе и синя панделка в цвета на роклята. Черният цвят служи да подчертае бледата кожа, която изразява благородния произход на дамите. Популярността им трае до XIX век, благодарение на стила нео-рококо.
През 1798 г., по време на Френската революция, жените носели червени панделки около вратовете си за да отдадат почит на тези, които намират смъртта си на гилотината. Лентата може да се носи около врата или под формата на X около раменете и гърба.
- „Перяща жена“ от Henry Robert Morland, 18 век
- Портрет на французойка от Dirk van Oosterhoudt
- Графиня Екатерина Александровна Головкина, 1757
- Doña María de la Luz Padilla, 1760-те
- „Жена в синьо“, 1770-те

### Класицизъм
През първите десетилетия на Класицизма се имитира Античността. През XIX век модата на по-широките ленти чокъри достига своя връх около 1900 г., което отчасти се дължи на кралица Александра Датска, която прикривала малък белег. Балерините и висшата класа в края на XIX век често носели някои видове чокъри. Въпреки това, по същото време обикновената тънка червена или черна панделка на врата се свързвала с проституцията, както се вижда от картината на Мане „Олимпия“ (1863).
- Кралица Александра Датска, 1881 г.
- Портрет на Княгиня Маргарита Ивановна Долгорукая, 1811
- Портрет на великата херцогиня Мария Фьодоровна, 1874
- „Олимпия“ на Клод Моне, 1863 г.
- Портрет на дама, 1890

### XX – XXI век
Отново популярни са чокърите през 1920-те и през 1940-те години като „colliers de chien“ („кучешки яки“). По произход са заимствани от нашийниците на пастирските кучета, които са предпазвали най-уязвимата им част при нападение от вълци – шията. С термина „colliers de chien“ се описват уникални проекти, включващи луксозни диаманти, перли, дантела и кадифе – притежание на елита, защото са изработени по поръчка от най-добрите материали, за да прилегнат перфектно на конкретна шия. През 1944 г. списание „Life“ заявява, че „една дамска мода от преди 40 години“, е била съживена от млади жени, илюстрирайки тенденцията със снимки на модели, които носят най-вече „кучешки яки“.
Модата към чокърите се връща през 80-те години на XX век, по време на хипита и зората на сексуалната революция. Особено популярни са кожените варианти с метални нитове и шипове.
През 90-те години чокърите имат силна популярност сред момичетата и жените. Дължат популярността си на редица известни личности, включително Гуинет Полтроу, която го носи на церемонията на присъждането на Оскар 1999 г., Парис Хилтън с чокър на Swarovski през 2002 г. и Риана.
През XXI в. модата се заимства от герои в игри, аниме, филми и карикатури.
През 2010-те, чокърът се превърна в популярен моден символ сред транссексуалните жени, като средство да скрие адамовата ябълка, вместо да се прибягва към хирургична процедура.
- Като еманация на сексуалната революция
- Яка с шипове
- Яка, тип БДСМ
- Принцеса Даяна, 1985
- Hyun Woo от корейската група D-Crunch
- Танцьорка от Етиопия
- Irene Bae на кей поп наградите Gaon Chart, 2016 г.

## Символика
В различни култури чокърът има различно значение:
- Символиката в Америка е демонстрация на власт, чрез защита на уязвимата плът.
- В Азия дългата шия при жените се счита за признак на благороден произход, поради което се практикуват техники за удължаване още от детството.
- В Китай коженият чокър, с шипове достигащи 30 см, е част от въоръжението, използвано в ръкопашен бой.